# Diego Díaz Garrido
Diego Díaz Garrido (Madrid, 30 de desembre de 1968) és un exfutbolista madrileny, que jugava de porter.

## Trajectòria
Es va formar a les categories inferiors de l'Atlètic de Madrid, fins a arribar al primer equip, on va ser suplent d'Abel, tret de la temporada 90/91 que va marxar cedit a l'Sporting de Gijón, per substituir al lesionat Ablanedo II. De nou a l'Atlético, semblava ser el recanvi al veterà Abel, però l'arribada de Molina li va tancar les portes.
Després de passar sense massa sort pel Reial Valladolid, Xerez CD i CD Toledo, va penjar les botes el 2001 amb 61 partits en primera divisió.

### Clubs
- 84-87. At. Madrid (Juvenil)
- 87-88. At. Madrileño (2aB)
- 88-89. At. Madrileño (2aB)
- 89-90. At. Madrileño (2a)
- 90-91. At. Madrid (1a) 0/0
- 90-91. Sporting de Gijón (1a) 5/4
- 91-92. At. Madrid (1a) 6/5
- 92-93. At. Madrid (1a) 12/12
- 93-94. At. Madrid (1a) 23/30
- 94-95. At. Madrid (1a) 15/25
- 95-96. Real Valladolid (1a) 0/0
- 96-97. Real Valladolid (1a) 0/0
- 97-98. Xerez (2a)
- 98-99. Toledo (2a) 3/5
- 99-00. Toledo (2a) 11/16
- 00-01. Alcalá (3a)